# Мазаров, Тодор
То́дор Ру́сев Маза́ров (болг. Тодор Русев Мазаров; 2 января 1905, Павел-Баня, Болгария — 13 сентября 1975, Вена, Австрия) — болгарский оперный певец (тенор).

## Биография
В 1932—1937 годах на сцене Софийской королевской оперы. После победы на Международном вокальном конкурсе в Вене (1937) заключил контракт с Венской государственной оперой, на сцене которой выступал много лет. Много гастролировал, в том числе в СССР.

## Партии
- «Князь Игорь» Бородина — Владимир Игоревич
- «Аида» Верди — Радамес
- «Кармен» Бизе — Дон Хозе
- «Евгений Онегин» Чайковского — Ленский
- «Борис Годунов» Мусоргского — Самозванец

## Награды
- 1937 — 1-я премия Венского международного конкурса исполнителей